# Heteropogon flavidus
Heteropogon flavidus är en tvåvingeart som beskrevs av Lindner 1973. Heteropogon flavidus ingår i släktet Heteropogon och familjen rovflugor.
Artens utbredningsområde är Namibia. Inga underarter finns listade i Catalogue of Life.